# Peggy Pearce
Velma Pearce, conhecida artisticamente como  Peggy Pearce (4 de junho de 1894 – 26 de fevereiro de 1975) foi uma atriz norte-americana da era do cinema mudo. Entre 1913 e 1920 - trabalhando principalmente em curtas-metragens na L-KO Kompany e Estúdios Keystone - ela atuou ao lado de grandes estrelas como Charlie Chaplin (com quem ela esteve envolvida romanticamente, durante um tempo), Fatty Arbuckle, Billie Ritchie, Slim Summerville, Ford Sterling e Mabel Normand.

## Filmografia selecionada
- His Favourite Pastime (1914)
- Tango Tangles (1914)
- A Film Johnnie (1914)
- Between Showers (1914)
- Some Nerve (1913)
- Fatty at San Diego (1913)
- A Quiet Little Wedding (1913)